# Java (programozási nyelv)
A Java általános célú, objektumorientált programozási nyelv, amelyet a Sun Microsystems fejlesztett a ’90-es évek elejétől kezdve egészen 2009-ig, amikor a céget felvásárolta az Oracle.
A Java alkalmazásokat jellemzően bájtkód formátumra alakítják, de közvetlenül natív (gépi) kód is készíthető Java forráskódból. A bájtkód futtatása a Java virtuális géppel történik, ami vagy interpretálja a bájtkódot, vagy natív gépi kódot készít belőle, és azt futtatja az adott operációs rendszeren. Létezik közvetlenül Java bájtkódot futtató hardver is, az úgynevezett Java processzor.
A Java nyelv a szintaxisát főleg a C és a C++ nyelvektől örökölte, viszont sokkal egyszerűbb objektummodellel rendelkezik, mint a C++. A JavaScript szintaxisa és neve hasonló ugyan a Javához, de a két nyelv nem áll olyan szoros rokonságban, mint azt ezekből a hasonlóságokból gondolhatnánk.
Bár a nyelv neve kezdetben Oak (tölgyfa) volt (James Gosling, a nyelv atyja nevezte így az irodája előtt növő tölgyfáról), később kiderült, hogy ilyen elnevezésű nyelv már létezik, ezért végül Java néven vált ismertté. A Java szó a Oracle védjegye.

## Általános tudnivalók
A Java nyelvet kávézás közben találták ki, innen ered a kávéscsésze ikon.
Négy fontos szempontot tartottak szem előtt, amikor a Javát kifejlesztették:
- objektumorientáltság;
- függetlenség az operációs rendszertől, amelyen fut (többé-kevésbé);
- olyan kódokat és könyvtárakat tartalmazzon, amelyek elősegítik a hálózati programozást;
- távoli gépeken is képes legyen biztonságosan futni.

### Objektumorientáltság
A nyelv első tulajdonsága, az objektumorientáltság („OO”), a programozási stílusra és a nyelv struktúrájára utal. Az OO fontos szempontja, hogy a szoftvert „dolgok” (objektumok) alapján csoportosítja, nem az elvégzett feladatok a fő szempont. Ennek alapja, hogy az előbbi sokkal kevesebbet változik, mint az utóbbi, így az objektumok (az adatokat tartalmazó entitások) jobb alapot biztosítanak egy szoftverrendszer megtervezéséhez. A cél az volt, hogy nagy fejlesztési projekteket könnyebben lehessen kezelni, így csökken az elhibázott projektek száma.

### A Java szerepe
A Java szoftver három igen fontos szerepet tölt be:
1. mint programozási nyelv;
2. mint köztes réteg (middleware);
3. mint platform.

A Java legfontosabb része a Java virtuális gép (Java Virtual Machine – JVM). A JVM mindenütt jelen van (szinte mindenféle berendezés, chip és szoftvercsomag tartalmazza), így a nyelv középszintként és platformként egyaránt működik. Ugyanakkor a nyelv „platformfüggetlen” is, mert a Java virtuális gépek interpretálják a szabványos Java bájtkódot. Ez azt jelenti, hogy egy PC-n megírt Java program minimális módosítás után ugyanúgy fog futni egy javás telefonon is. Innen jön az írd meg egyszer, futtasd bárhol kifejezés. Ez jelentős költségcsökkenést eredményez, mert a kódot csak egyszer kell megírni.

### Platformfüggetlenség (hordozhatóság)
Ez a tulajdonság azt jelenti, hogy a Java nyelven írt programok a legtöbb hardveren (megközelítőleg) ugyanúgy futnak. Ezt úgy érik el, hogy a Java fordítóprogram a forráskódot csak egy úgynevezett Java bájtkódra fordítja le. Ez azután a virtuális gépen fut, ami az illető hardver gépi kódjára fordítja[forrás?]. Léteznek továbbá szabványos könyvtárcsomagok, amelyek – közvetítve a kód és a gép között – egységes funkcionalitásként teszik elérhetővé az illető hardver sajátosságait (grafika, szálak és hálózat).
Vannak olyan Java-fordítóprogramok, amelyek a forráskódot natív gépi kódra fordítják le – ilyen például a GCJ –, ezzel valamelyest felgyorsítva annak futtatását. Cserébe a lefordított program elveszíti hordozhatóságát.
A Sun Microsystems licence ragaszkodik a különböző Java kivitelezések egymással való összeférhetőségéhez (felcserélhetőségéhez?)[forrás?]. Egyes cégek, mint például a Microsoft, mégis platformfüggő sajátságokat adtak a nyelvhez, amire a Sun keményen reagált: beperelte a Microsoftot (az amerikai bíróság 20 millió dollár kártérítésre és a sajátos tulajdonságok visszavonására kötelezte a céget).
Válaszként a Microsoft kihagyta a Java rendszert a jövőbeli termékekből és Windows-változatokból. Ez azt jelenti, hogy az Internet Explorer webböngésző alapváltozataiból hiányzik a Java. Így abban az olyan weboldalak, amelyek Javát használnak, nem fognak helyesen megjelenni. A Windows-felhasználók e problémáját megoldva a Sun és más cégek ingyenesen letölthetővé tették a JVM rendszert azon Windows-változatok számára, amelyekből a virtuális gép hiányzik.
A hordozhatóság megvalósítása technikailag nagyon bonyolult. E közben a Java esetében is sok vita volt. Az „írd meg egyszer, futtasd bárhol” szlogenből „írd meg egyszer, keress hibát mindenhol” lett. 2016-ra a hordozhatóság nem okoz tovább problémát, mivel maga a Java is nyílt szabványokra épül, pl. openGL v. Open POSIX vagy az RFC-k, a Java minden jelentősebb platformon elérhető (Linux, Unix, Windows, más rendszerek pl. AS/400).
Java 2016-ban is sikeres a szerver oldalon a servlet, a JSP és Enterprise JavaBeans, JDBC technológiákkal, integrációs lehetőségeivel, nyelvi eszközeivel, jvm nyelveivel és a nyílt forráskódú közösség tudására is építve.

### Biztonságos távoli futtatás
A Java rendszer volt az első, amely lehetővé tette a távoli gépeken való futtatást sandboxban (homokozóban). Egy kisalkalmazás futtatható a felhasználó gépén (letöltve a Java kódot egy HTTP kiszolgálóról). A kód egy biztonságos környezetben fut, amely nem engedi meg "rossz szándékú" kód futtatását[forrás?]. A gyártók kiadhatnak olyan tanúsítványokat, amelyeket digitálisan aláírnak, ezzel a nevüket adva ahhoz, hogy a kisalkalmazás biztonságos. Így azok a felhasználó felügyelete alatt léphetnek ki a biztonságos környezetből.

## A nyelv

### A klasszikus „Helló Világ!” Javában
A következő egyszerű program kiírja azt, hogy „Helló Világ!” az alapértelmezett kimeneti eszközre (ami általában a konzol, de lehet egy fájl vagy bármi más is).
```
 
public
 
class
 
HelloVilag
 
{

     
public
 
static
 
void
 
main
(
String
[]
 
args
)
 
{

         
System
.
out
.
println
(
"Helló Világ!"
);

     
}

 
}

```

### Vezérlés

#### Ciklusok

##### while
A while egy olyan ciklus, amely a belsejében lévő utasításokat mindaddig ismétlődően végrehajtja, ameddig a megadott feltétel igaz.
```
 
while
 
(
logikai
 
kifejezés
)
 
{

     
utasítás
(
ok
)

 
}

```

##### do – while
A do…while ciklus hasonlóan a while ciklushoz, addig hajtja végre a belsejében lévő utasításokat, ameddig a feltétel igaz. A while és a do…while között annyi a különbség, hogy a while az utasítások lefuttatása előtt kiértékeli feltételt, így ha már az első alkalommal a feltétel hamis, a belsejében lévő utasítások egyszer sem futnak le. A do…while ezzel ellentétben viszont csak az utasítások lefuttatása után értékeli ki a kifejezést, tehát ebben az esetben egyszer mindenképpen végrehajtja a belsejében lévő utasításokat.
```
 
do
 
{

     
utasítás
(
ok
)

 
}
 
while
 
(
logikai
 
kifejezés
);

```

##### for
A for ciklus általános alakja a következő:
```
 
for
 
(
inicializáló
 
kifejezés
(
ek
)
 
;
 
ciklusfeltétel
(
ek
)
 
;
 
léptető
 
kifejezés
(
ek
)
 
)
 
{

     
utasítás
(
ok
)

 
}

```

##### for – each
A Java 1.5 verziótól kezdve for ciklussal iterálhatóak a tömbök és a java.lang.Iteratable interfész implementációi a következő szintaxissal:
```
 
for
 
(
elem
 
:
 
tömb
)
 
{

     
utasítás
(
ok
)

 
}

```

Például:
```
 
for
 
(
String
 
s
 
:
 
new
 
String
[]
{
"1"
,
"2"
,
"3"
})
 
{

     
System
.
out
.
println
(
s
);

 
}

```

#### Feltételes utasítások
```
 
if
 
(
logikai
 
kifejezés
)
 
{

     
utasítás
(
ok
)

 
}

```

```
 
if
 
(
logikai
 
kifejezés
)
 
{

     
utasítás
(
ok
)

 
}
 
else
 
{

     
utasítás
(
ok
)

 
}

```

Elegendő else if utasításokkal bármilyen komplex ha-akkor szerkezetet ki lehet építeni.
```
 
if
 
(
logikai
 
kifejezés
)
 
{

     
utasítás
(
ok
)

 
}
 
else
 
if
 
(
logikai
 
kifejezés
)
 
{

     
utasítás
(
ok
)

 
}
 
else
 
if
 
(
logikai
 
kifejezés
)
 
{

     
utasítás
(
ok
)

 
}
 
else
 
{

     
utasítás
(
ok
)

 
}

```

Az előbbi szerkezet kiváltható, ha ugyanazt az egész, felsorolható ill. string típusú (Java 1.7 óta) kifejezést kell kiértékelni több esetben is. Így kevesebb karakter felhasználásával (rövidebb a kód), átláthatóbb megvalósítást kapunk.
```
 
switch
 
(
egész
 
kifejezés
)
 
{

     
case
 
konstans
 
egész
 
kifejezés
:

          
utasítás
(
ok
)

          
break
;

     
…

     
default
:

          
utasítás
(
ok
)

          
break
;

 
}

```

Java 14-től elérhető egy rövidebb, break nélküli szintaxis, továbbá használható kifejezésként is, nem csak utasításként.
```
// Rövidebb szintaxis

switch
 
(
egész
 
kifejezés
)
 
{

    
case
 
konstans
 
egész
 
kifejezés
 
->
 
{
 
utasítás
(
ok
)
 
}

    
…

    
default
 
->
 
{
 
utasítás
(
ok
)
 
}

}

// Kifejezés

var
 
változó
 
=
 
switch
 
(
egész
 
kifejezés
)
 
{

    
case
 
konstans
 
egész
 
kifejezés
:

        
opcionális
 
utasítás
(
ok
)

        
yield
 
érték
;

    
…

    
default
:

        
opcionális
 
utasítás
(
ok
)

        
yield
 
érték
;

};

// Kifejezés és rövidebb szintaxis

var
 
változó
 
=
 
switch
 
(
egész
 
kifejezés
)
 
{

    
case
 
konstans
 
egész
 
kifejezés
 
->
 
érték
;

    
…

    
default
 
->
 
érték
;

};

```

Java 21-től mintaillesztést is lehet végezni vele, és kezelhető a null érték is (ha nincs külön kezelve, akkor továbbra is kivételt okoz a null). Például:
```
Boolean
 
logikaiÉrtékFeldolgozás
(
Object
 
érték
)
 
{

    
return
 
switch
 
(
érték
)
 
{

        
// Egyszerű mintaillesztés: illesztés a típusra

        
case
 
Boolean
 
b
 
->
 
b
;

        
// Őrfeltételes mintaillesztés

        
case
 
String
 
s
 
when
 
s
.
equalsIgnoreCase
(
"igaz"
)
 
->
 
true
;

        
case
 
String
 
s
 
when
 
s
.
equalsIgnoreCase
(
"hamis"
)
 
->
 
false
;

        
// null érték kezelése

        
case
 
null
 
->
 
null
;

        
default
 
->
 
null
;

    
}

}

```

### Kivételkezelés
```
 
try
 
{

     
utasítás
(
ok
)

 
}
 
catch
 
(
kivételtípus
)
 
{

     
utasítás
(
ok
)

 
}
 
catch
 
(
kivételtípus
)
 
{

     
utasítás
(
ok
)

 
}
 
finally
 
{

     
utasítás
(
ok
)

 
}

```

A Java nyelvben a kivételtípusok osztályok, és közöttük is fennáll típushierarchia. Éppen ezért, ha több catch ágat használunk egy blokkban, akkor mindig a speciálisabb típust kell korábban feltüntetni, mert a catch ágak kiértékelése fentről lefelé halad.
Egy try után kötelező legalább egy catch vagy egy finally ágat tenni (az egyetlen kivételt lásd alább). A catch ágakból több is lehet, de egy try blokk végén csak egy finally lehet.
Ha két catch ág tartalma azonos, akkor ezek Java 1.7 óta összevonhatók, a típusokat | jellel elválasztva (ez magyar billentyűzeten az Alt Gr+W billentyűkombinációval vihető be):
```
try
 
{

    
utasítás
(
ok
)

}
 
catch
 
(
kivételtípus
 
|
 
kivételtípus
)
 
{

    
utasítás
(
ok
)

}

```

Szintén 1.7-es Java óta használható a try erőforrásokkal (angolul try-with-resources) konstrukció. Ez egy kényelmes megoldást kínál a használt erőforrások (megnyitott fájlok, hálózati kapcsolatok stb.) bezárására kivétel fellépése esetén is: az erőforrás close metódusa lefut közvetlenül a try blokk elhagyása előtt, akár a blokk végét elérve hagyja el a vezérlés a blokkot, akár kivétellel. Ez az egyetlen típusú try blokk, aminél a catch és finally ágnak opcionálisak.
```
try
 
(
BufferedReader
 
br
 
=
 
new
 
BufferedReader
(
new
 
FileReader
(
"fájl.txt"
)))
 
{

    
br
.
readLine
();

}

```

### Feltétel nélküli ugróutasítások
A Java nem támogatja a goto utasítást, mivel ennek használata spagettikódot eredményezhet. Nagyon ritkán mégis szükség van a goto-ra, a Java lehetővé tesz alternatív megoldásokat, ami a címkézhető continue és break utasítás. A goto fenntartott szó és nem használható azonosítóként.

#### Korai kilépés a ciklusokból
A Java nyelv két utasítást is ad a ciklusból való kilépéshez. A
```
 
continue
;

```

utasítás megszakítja a folyamatban levő ismételgetést és egy újabbat kezd (ugyanúgy viselkedik, mint a ciklus elejére ugró goto).
Hasonlóan, a
```
 
break
;

```

utasítás teljesen kilép a ciklusból, és több ismételgetést nem hajt végre. A hatás ugyanaz, mint egy goto utasítás a cikluson kívülre.
A Java break és continue utasításai sokkal hatásosabbak, mint a C és C++ hasonló nevű utasításai, mert képesek egy többszintű ciklusból is kilépni. (Csak annyi a teendő, hogy megcímkézzük a ciklust és hozzátoldjuk a break vagy continue utasításokhoz. Ugyanezt csak goto utasítással lehet elérni C-ben és C++-ban.)
Példa:
```
  
kulso
:
 
while
 
(
true
)
 
{

     
belso
:
 
while
 
(
true
)
 
{

         
break
;
             
// kilépés a legbelső ciklusból

         
break
 
belso
;
       
// ugyancsak kilépés a legbelső ciklusból

         
break
 
kulso
;
       
// kilépés a legkülső ciklusból

     
}

 
}

```

#### Korai kilépés az eljárásokból
A
```
 
return
;

```

utasítás befejez egy eljárást.
A
```
 
return
 
aErtek
;

```

visszaad a hívó eljárásnak egy értéket (aErtek) is visszatéréskor.

### Alapvető adattípusok
A nyelv egyszerű adattípusai, más szóval primitív típusai a következők:
| Változó típusa | Leírás                                                  | Példa                                                                              |
| -------------- | ------------------------------------------------------- | ---------------------------------------------------------------------------------- |
| byte           | 8 bites előjeles egész                                  | byte largestByte = 127;                                                            |
| short          | 16 bites előjeles egész                                 | short largestShort = 32767;                                                        |
| int            | 32 bites előjeles egész                                 | int largestInteger = 2147483647;                                                   |
| long           | 64 bites előjeles egész                                 | long largestLong = 9223372036854775807L;                                           |
| float          | 32 bites egyszeres lebegőpontosságú (IEEE 754 szabvány) | float largestFloat = 3.4028235E38f; //(E38 = {\displaystyle 10^{38}})              |
| double         | 64 bites kétszeres lebegőpontosságú (IEEE 754 szabvány) | double largestDouble = 1.7976931348623157E308; //(E308 = {\displaystyle 10^{308}}) |
| char           | 16 bites Unicode-karakter                               | char aChar = 'S';                                                                  |
| boolean        | logikai érték (igaz / hamis)                            | boolean aBoolean = true;                                                           |

A tömb és a karakterlánc nem egyszerű típusok, hanem objektumok.
A long és float változók inicializálásánál külön meg kell adni, hogy a begépelt szám melyik típusba tartozik: az egész szám literál végére L vagy f betűt írunk. A forráskódba begépelt, ilyen megjelölés nélküli egész számokat integer-ként, a lebegőpontos számokat pedig double-ként kezeli.

### Karakterek
A Java a 16 bites Unicode kódolást (az UTF-16-ot) használja. Ez tartalmazza a szabványos ASCII-karaktereket, de ugyanakkor tartalmazza más nyelvek karakterkészletét is (pl: görög, cirill, kínai, arab stb.). A Java programok mindezeket a karakterkészleteket képesek használni, habár a legtöbb szerkesztőprogram csak a hagyományos ASCII karakterkészletet támogatja.

### Interfészek és osztályok
A Java egyik fontos tulajdonsága, hogy lehetővé teszi interfészek létrehozását, amiket az osztályok megvalósíthatnak. Példa egy interfészre:
```
 
public
 
interface
 
Torolheto
 
{

    
public
 
void
 
torol
();

 
}

```

Ez az interfész csak annyit határoz meg, hogy minden, ami törölhető, biztosan rendelkezik torol() eljárással. Ennek a fogalomnak több haszna is van, mint például:
```
 
public
 
class
 
Fred
 
implements
 
Torolheto
 
{

     
@Override

     
public
 
void
 
torol
()
 
{

         
//Itt kötelező megvalósítani a torol() eljárást

     
}

 
}

```

Más osztályban lehetséges a következő:
```
 
public
 
void
 
torolMindent
(
Torolheto
[]
 
lista
)
 
{

      
for
 
(
int
 
i
 
=
 
0
;
 
i
 
<
 
lista
.
length
;
 
i
++
)

           
lista
[
i
]
.
torol
();

 
}

```

Léteznek továbbá jelölő interfészek, amelyeknek az implementálása nem jár metódus megvalósításával, csak egy bizonyos tulajdonsággal ruházzák fel az őket implementáló osztályt. Ilyen pl. a Serializable interfész. Az interfészek között is fennállhat öröklődési reláció. Ilyenkor ugyanúgy minden átöröklődik, ahogyan az osztályok esetében.
Egy absztraktként megjelölt osztálynak lehet nem megvalósított (csak deklarált, de nem implementált) metódusa. Példa:
```
 
// Kötelező kulcsszó az abstract, ekkor az osztálynak lehet absztrakt metódusa, de nem lehet példánya

 
public
 
abstract
 
class
 
Elvont
 
{

     
private
 
int
 
adat
;

     
public
 
Elvont
(
int
 
adat
)
 
{

         
this
.
adat
 
=
 
adat
;

     
}

     
public
 
int
 
getAdat
()
 
{

         
return
 
adat
;

     
}

     
// Kötelező kulcsszó az abstract, ekkor nem szabad implementálni a metódust

     
public
 
abstract
 
void
 
manipulal
();

 
}

```

Ennek értelmében az interfész egy olyan osztály, amely teljesen absztrakt, mert nem lehet megvalósított metódusa (ez alól kivételt képeznek a Java 8-ban bevezetett default metódusok). Egy absztrakt osztálynak, illetve egy interfésznek nem létezhetnek példányai, mert akkor futásidőben nem lenne adott a konkrét viselkedése (a hívott metódus törzse) – példányosítani csak az absztrakt osztályból leszármazó, illetve az interfészt megvalósító, konkrét (nem absztrakt) osztályt lehet. Ez a konkrét osztály lehet nevesített (hagyományos) vagy névtelen. Az utóbbi az absztrakt osztály (típus) egyszeri példányosítása, az absztrakt részének a példányosítás helyén történő kötelező megvalósításával. Példa:
```
 
...

 
Torolheto
 
obj
 
=
 
new
 
Torolheto
()
 
{

     
@Override

     
public
 
void
 
torol
()
 
{

         
//Itt kötelező megvalósítani a torol() eljárást

     
}

 
};

 
...

 
obj
.
torol
();
 
// Ez itt így már érvényes

 
...

```

Ha egy interfésznek egyetlen absztrakt (nem default) metódusa van, akkor az Java 8 óta funkcionális interfésznek minősül, és lambda kifejezéssel vagy metódusreferenciával is megvalósítható:
```
...

Torolheto
 
obj
 
=
 
()
 
->
 
{
 
/* Itt kell megvalósítani a torol() eljárást */
 
};

Torolheto
 
obj2
 
=
 
System
::
gc
;

...

```

Ha egy osztály implementál egy vagy több interfészt, akkor az az(ok) által előírt (deklarált) minden metódust kötelezően meg kell valósítania (implementálnia kell), kivéve, ha az illető osztály absztrakt. Ekkor a megörökölt, de nem implementált metódusok az osztály meg nem valósított részét képezik. Példa:
```
 
public
 
abstract
 
class
 
TorolhetoElvont
 
extends
 
Elvont
 
implements
 
Torolheto
 
{

     
// A következő kikommentezett rész mind megöröklődik

     
/*

     private int adat;

     public Elvont(int adat) {

         this.adat = adat;

     }

     public int getAdat() {

         return adat;

     }

     // Kötelező kulcsszó az abstract, ekkor nem szabad implementálni a metódust

     public abstract void manipulal();

     public abstract void torol();

     */

     
// Célszerű létrehozni konstruktort, amely lehetővé teszi a megörökölt adat inicializálását

     
public
 
TorolhetoElvont
(
int
 
adat
)
 
{

         
super
(
adat
);

     
}

 
}

```

Lehetséges az öröklési lánc megszakítása; azaz egy osztály mondhatja magáról, hogy végleges. Ekkor belőle nem lehet örököltetni. Példa:
```
 
public
 
final
 
class
 
Vegleges
 
{

    
...

 
}

```

Java 17-től lehetséges egy köztes állapot is: egy osztály vagy interfész meghatározhatja magáról, hogy mely osztályok/interfészek származhatnak le belőle, illetve valósíthatják meg. A szülőosztály/-interfész a sealed kulcsszóval és a permits záradékkal határozhatja meg az engedélyezett altípusok körét, az altípusoknak pedig a final, sealed és non-sealed kulcsszavak egyikével kell rendelkezniük az engedélyezett további altípusokról; a non-sealed kulcsszó az adott altípus tekintetében megszünteti a korlátokat (tehát ugyanazok a szabályok érvényesek az öröklődésre, mintha nem lenne semmilyen kulcsszó, a non-sealed csak azt szolgálja, hogy ez a szándék explicit legyen). Például:
```
sealed
 
class
 
Síkidom
 
permits
 
Kör
,
 
Sokszög
,
 
EgyébSíkidom
 
{
 
…
 
}

final
 
class
 
Kör
 
extends
 
Síkidom
 
{
 
…
 
}

sealed
 
class
 
Sokszög
 
extends
 
Síkidom
 
permits
 
Háromszög
,
 
Négyszög
 
{
 
…
 
}

final
 
class
 
Háromszög
 
extends
 
Sokszög
 
{
 
…
 
}

final
 
class
 
Négyszög
 
extends
 
Sokszög
 
{
 
…
 
}

non
-
sealed
 
class
 
EgyébSíkidom
 
extends
 
Síkidom
 
{
 
…
 
}

```

### Ki- és bemenet
A következő kódrészlet bemutatja egy karakter beolvasását a felhasználótól, majd ennek kiíratását:
```
 
public
 
static
 
void
 
main
(
String
[]
 
args
)
 
throws
 
java
.
io
.
IOException
 
{

    
char
 
a
;

    
System
.
out
.
println
(
"Üdvözlöm! Kérem írjon be egy betűt."
);

    
a
 
=
 
(
char
)
 
System
.
in
.
read
();

    
System
.
out
.
println
(
"A beütött betű: "
 
+
 
a
);

 
}

```

### Objektumorientált programozás megvalósítása
A származtatott osztály megadása extends segítségével:
```
 
public
 
class
 
Alaposztaly
 
{

    
protected
 
int
 
i
;

    
public
 
void
 
eljaras
(){

       
i
++
;

    
}

 
}

 
public
 
class
 
Szarmaztatott
 
extends
 
Alaposztaly
 
{

    
//eljaras felulirasa

    
@Override

    
public
 
void
 
eljaras
()
 
{

        
i
+=
2
;

    
}

 
}

```

A származtatáskor az alaposztály minden elemét átvette a származtatott osztály, de az eljaras() metódusát felüldefiniáltuk.
Alaposztály konstruktor meghívása a super segítségével
```
 
public
 
class
 
Szarmaztatott
 
extends
 
Alaposztaly
 
{

    
private
 
int
 
masikValtozo
;

    
//Konstruktor

    
public
 
Szarmaztatott
(
int
 
i
){

        
//Alaposztaly konstruktoranak atadjuk a parametert

        
super
(
i
);

        
masikValtozo
 
=
 
i
;

    
}

 
}

```

Származtatáskor kizárólag egyetlen ősosztályt adhatunk meg, viszont tetszőleges számú interfészt implementálhatunk. Így elkerülhető egyrészt a leszármazási láncban a kör (egy osztály tranzitívan önmagától származzon), illetve a megvalósított részek ütközése. C++-ban egy osztálynak több közvetlen őse is lehet, de ekkor egyértelműen jelölni kell, hogy melyik közvetlen ős melyik megvalósított részét használjuk fel, viszont a kör ott sem lehetséges.

### Láthatósági körök
A Java nyelv négyféle láthatóságot támogat a típusok, adattagok és tagfüggvények körében. A felsorolás a legszigorúbbtól halad a legmegengedőbb felé:
- private – privát, azaz csak a definiáló osztály belsejében látható;
- nincs kulcsszó – (angolul default vagy package-private) félnyilvános, azaz a definiáló csomag belsejében látható;
- protected – védett, azaz a definiáló osztály leszármazottaiból látható;
- public – nyilvános, azaz mindenhol látható.

### Generikus osztályok
A Java 5-től kezdve megjelent az osztályok paraméterezhetővé tétele. A szintaxis hasonlít a C++ nyelv sablonjaihoz, bár a működése jelentősen eltér: míg a C++ a sablonokat fordítási időben „kitölti”, és a lefordított programban már konkrét, nem paraméteres típusok vannak, addig a Java generikus típusaiból kompatibilitási okokból a fordítóprogram – a fordítási idejű típusellenőrzést követően – egyszerűen eltávolítja a típusinformációkat.
```
List
<
Integer
>
 
list
 
=
 
new
 
ArrayList
<
Integer
>
();

```

A generikus paraméter nem csak konkrét típus lehet, hanem alsó vagy felső korlát, illetve teljesen kötetlen is. A paraméter teljes elhagyásával nyers típust kapunk, ami sok tekintetben hasonlít a kötetlen paraméterű típushoz, azonban kompatibilitási okokból (a nyers típus szintaxisa azonos a generikus típusok bevezetése előtti szintaxissal) bizonyos veszélyes műveleteket el lehet végezni velük, amiket a kötetlen paraméterrel nem.
```
List
<?>
 
l1
;
 
// kötetlen: értékül kaphat List<String>-et, List<Integer>-t, List<Object>-et stb.

List
<?
 
extends
 
Number
>
 
l2
;
 
// felső korlát: értékül kaphat List<Number>-t, List<Integer>-t stb.

List
<?
 
super
 
Integer
>
 
l3
;
 
// alsó korlát: értékül kaphat List<Integer>-t, List<Number>-t vagy List<Object>-et

List
 
l4
;
 
// nyers típus

```

A Java 7-ben megjelent a diamond operátor, amely egyszerűsíti a szintaxist. Az értékadás jobb oldalán nem kell újból megismételni az osztály paraméterezését.
```
Map
<
String
,
Integer
>
 
map
 
=
 
new
 
HashMap
<>
();

```

### Felsorolásos típusok
A Java 5-ben jelentek meg a felsorolásos típusok (enums), amikkel egy korlátozott, konstans értékhalmaz tárolható, fordítási idejű ellenőrzésekkel. Más nyelvektől (pl. C, C++, C#) eltérően a típus értékei nem egész számok, hanem objektumok, így lehetnek adattagjaik, metódusaik, megvalósíthatnak interfészeket stb. Általában az egyes konstansok az enumosztály példányai, de amennyiben a kívánt viselkedés megvalósításához szükséges, lehet minden konstans egy-egy alosztály is. Például:
```
enum
 
Évszak
 
{
 
TAVASZ
,
 
NYÁR
,
 
ŐSZ
,
 
TÉL
 
}

enum
 
Hónap
 
{

    
JANUÁR
(
Évszak
.
TÉL
),
 
FEBRUÁR
(
Évszak
.
TÉL
),
 
MÁRCIUS
(
Évszak
.
TAVASZ
),

    
ÁPRILIS
(
Évszak
.
TAVASZ
),
 
MÁJUS
(
Évszak
.
TAVASZ
),
 
JÚNIUS
(
Évszak
.
NYÁR
),

    
JÚLIUS
(
Évszak
.
NYÁR
),
 
AUGUSZTUS
(
Évszak
.
NYÁR
),
 
SZEPTEMBER
(
Évszak
.
ŐSZ
),

    
OKTÓBER
(
Évszak
.
ŐSZ
),
 
NOVEMBER
(
Évszak
.
ŐSZ
),
 
DECEMBER
(
Évszak
.
TÉL
);

    
private
 
final
 
Évszak
 
évszak
;

    
Hónap
(
Évszak
 
évszak
)
 
{
 
this
.
évszak
 
=
 
évszak
;
 
}

    
public
 
Évszak
 
getÉvszak
()
 
{
 
return
 
this
.
évszak
;
 
}

}

enum
 
Hónap2
 
{

    
JANUÁR
 
{
 
int
 
napokSzáma
(
int
 
év
)
 
{
 
return
 
31
;
 
}
 
},

    
FEBRUÁR
 
{
 
int
 
napokSzáma
(
int
 
év
)
 
{
 
return
 
év
 
%
 
4
 
==
 
0
 
&&
 
(
év
 
%
 
100
 
!=
 
0
 
||
 
év
 
%
 
400
 
==
 
0
)
 
?
 
29
 
:
 
28
;
 
}
 
},

    
…

    
DECEMBER
 
{
 
int
 
napokSzáma
(
int
 
év
)
 
{
 
return
 
31
;
 
}
 
};

    
abstract
 
int
 
napokSzáma
(
int
 
év
);

}

```

### Annotációk
Szintén a Java 5-ben jelentek meg az annotációk. Ezekkel különböző deklarációkhoz (típus, metódus, adattag, paraméter stb.) rendelhetők metaadatok, amelyek aztán visszanyerhetők – a @Retention metaannotációtól függően – fordítási vagy akár futási időben, amik felhasználhatók például kódgenerálásra vagy futás közben az annotált deklarációk kigyűjtésére. Például:
```
// Egy fordítási idejű kódgenerálót megkér egy „builder” osztály generálására

@GenerateBuilderClass

class
 
Teszt
 
{

    
// Fordítási hibát okoz, ha nem írja felül a szülőosztály (Object) egy metódusát, például elgépelés miatt

    
@Override

    
public
 
String
 
toString
()
 
{
 
…
 
}

    
// Fordítási figyelmeztetést okoz, azt is dokumentálva, hogy mióta számít elavultnak

    
@Deprecated
(
since
 
=
 
"1.1"
)

    
public
 
String
 
stringify
()
 
{
 
…
 
}

    
// Statikus ellenőrzőknek jelzi, hogy a metódus visszaadhat null értéket

    
@Nullable

    
public
 
Object
 
getValue
()
 
{
 
…
 
}

}

```

### Rekordok
A Java 16-ban jelentek meg a rekordok, amik lényegesen egyszerűsítik a nem módosítható adatok összességét reprezentáló típusok létrehozását. Például:
```
// Java 15

class
 
Pont
 
{

    
private
 
final
 
int
 
x
,
 
y
;

    
public
 
Pont
(
int
 
x
,
 
int
 
y
)
 
{
 
this
.
x
 
=
 
x
;
 
this
.
y
 
=
 
y
;
 
}

    
public
 
int
 
x
()
 
{
 
return
 
x
;
 
}

    
public
 
int
 
y
()
 
{
 
return
 
y
;
 
}

    
public
 
String
 
toString
()
 
{
 
return
 
String
.
format
(
"Pont[x=%d, y=%d]"
,
 
x
,
 
y
);
 
}

    
public
 
int
 
hashCode
()
 
{
 
return
 
Objects
.
hash
(
x
,
 
y
);
 
}

    
public
 
boolean
 
equals
(
Object
 
other
)
 
{

        
if
 
(
other
 
instanceof
 
Pont
)
 
{

            
Pont
 
p
 
=
 
(
Pont
)
other
;

            
return
 
x
 
==
 
p
.
x
 
&&
 
y
 
==
 
p
.
y
;

        
}
 
else
 
{

            
return
 
false
;

        
}

    
}

}

// Java 16

record
 
Pont
(
int
 
x
,
 
int
 
y
)
 
{}

```

### Java class fájl verziók
Minden lefordított class fájl a következő bájt sorozattal kezdődik: CAFEBABE, a 7-8. bájt pedig a class fájl verzióját adja meg. A következő táblázat az adott java verziókhoz tartozó class fájlok verzióit foglaljuk össze:
- Java 1.1 fő verzió szám: 45
- Java 1.2 fő verzió szám: 46
- Java 1.3 fő verzió szám: 47
- Java 1.4 fő verzió szám: 48
- Java 5 fő verzió szám: 49
- Java 6 fő verzió szám: 50
- Java 7 fő verzió szám: 51
- Java 8 fő verzió szám: 52
- Java 9 fő verzió szám: 53
- Java 10 fő verzió szám: 54
- Java 11 fő verzió szám: 55
- Java 19 fő verzió szám: 63

## A Java története
A Java nyelv története összeforrt a Sun Microsystems Java fordítójával és virtuális gépével és az ezekhez kapcsolódó fejlesztői programcsomaggal (Java SDK vagy újabban JDK – Java Development Kit), amely a Java nyelv és ahhoz kapcsolódó szabványok standard implementációjának tekinthető. A nyílt szabványt képviselő, de zárt forráskódú Java eszközök miatt sok kritikát kapott a Sun a Free Software Foundationtól. Valószínűleg ennek is köszönhető, hogy a Sun Microsystems 2007-ben a Java SE (Standard Edition), Java ME (Micro Edition) és a Java EE (Enterprise Edition) GPL licenc alatt nyílt forráskódúvá, azaz szabad szoftverré teszi, ahogy ez már részben meg is történt a Java EE esetében, nem GPL-kompatibilis licenccel.

## Java FX
2006-ban megjelent egy változata a Java-nak JavaFX néven, ami egy szkriptnyelvet takar. Gyorsan egyszerűen tudunk vele asztali alkalmazásokat készíteni.
A JavaFX drasztikusan lerövidült termelési ciklust kínál a Java-fejlesztők és a webfejlesztők számára egyaránt, valamint megkönnyíti a grafikát, videót, audiót, animációt és gazdag szövegfunkciókat tartalmazó alkalmazások létrehozását. A JavaFX abból a szempontból egyedülálló, hogy egységesített fejlesztési és telepítési modellt kínál kifejezésteli, gazdag internetes alkalmazások (RIA) asztali számítógépen, böngészőn és mobilon történő kiépítéséhez. Ráadásul az új JavaFX mobil emulátor használata mellett a fejlesztők előzetesen megtekinthetik alkalmazásaikat a közeljövőben bevezetett JavaFX mobilplatformon, amely 2009 tavaszától lesz elérhető a Sun mobilpartnerei számára.

### Java Development Kit
A Java Development Kit (JDK) egy Oracle termék Java fejlesztők számára, amely tartalmazza a Java fordítót (javac), egy teljes értékű Java Runtime Environment (JRE)-t, azaz Java futtató környezetet, és egyéb más fejlesztő eszközöket.
A JDK nyílt letöltése megszűnt 2019. április 16-án új licenc bevezetése miatt. 
Innentől kezdve egy Oracle fiók létezése szükséges a letöltéshez. Az Oracle az eddig openJDK-t tette meg java fő ágának és az Oracle JDK ennek egy leágazás, ami a nem nyílt kódú eszközöket is tartalmazza. Ezek köre fokozatosan csökken, az Oracle mind több java-s eszközének forráskódját tette át az openJdk kód bázisba.
Az OpenJDK, azaz a Java nyílt változatát, továbbra is lehet személyes adatok megadása nélkül használni, bármilyen célra.
A Java 19-től az Oracle Jdk-t megint le lehet tölteni szabadon és fel lehet használni ingyenesen bármilyen célra. 2023-től az Oracle Jdk subscription díjai megint változnak.

## JDK verziók
- 1.0 (1996) – kódneve Oak (tölgy), ez volt az első verziója a Java virtuális gépnek és az osztálykönyvtáraknak. Ez a következő főbb eszközöket jelentette: jvm a java programok futtatásához, java plugin böngészőhöz, java fordító, debugger, applet viewer. Főbb könyvtárak léteztek már a grafikus megjelenítéshez (AWT), audio-hoz, animációhoz, és a hálózat kezeléshez. Nyelvi szinten a nyelvet jellemezték a következők: Objektum Orientáltság, C/C++-hoz hasonló szintaxis, 1 fájl 1 osztály elve, interface-ek, absztrakt osztályok. Továbbá jellemző volt még az interpretált végrehajtás is.
- 1.1 (1997) – itt jelent meg először a belső osztály fogalom – ami lehetővé teszi több osztály egymásba ágyazását –, valamint a JDBC az adatbázis kezeléshez, RMI a távoli metódus hívásokhoz, a Reflection API az osztály/példány elemzéshez, dinamikus példányosításhoz/metódus híváshoz.
- 1.2 (1998) – kódneve Playground (játszótér), ez a verzió számottevő mérföldkő volt a nyelv evolúciójában. Azért, hogy ezt kihangsúlyozza, a Sun hivatalosan Java 2-nek nevezte el. Nyelvi szintű változások: megjelent a strictfp kulcsszó. API szintű változások: része lett a Swing grafikus API, a JVM-be belekerült a JIT-compiler, Java plugin, Java IDL-egy IDL fordító a CORBA alkalmazásokhoz, Collection framework.
- 1.3 (2000) – kódneve Kestrel, csak néhány kisebb változtatást végeztek el rajta: ekkor került be a Hotspot JVM a rendszerbe, a Java Sound, a JNDI API is hivatalos része lett a belső rendszernek.Hozzáadtak egy új JPDA API-t a debuggoláshoz és a szintetikus proxy osztályokat.[20]
- 1.4 (2002) – kódneve Merlin. Nyelvi bővítés: assert kulcsszó a teszteléshez (ala JUnit). API változások: új API a reguláris kifejezések kezelésére (RegExp a Perl-ből), kivétel láncolás, NIO, Java logging API, Image IO, JAXP- XSLT és XML feldolgozáshoz, JCE, JSSE, JAAS – java biztonság, részévé vált a Java Web Start a vastag kliensek könnyebb webes futtatásához, update-eléséhez, Preferences API.[20]
- 5 (2004) – belső számozás szerint 1.5, kódneve Tiger, újdonságai nyelvi szinten a generic-ek, a megszámlálható elemet tartalmazó tömbön való automatikus végighaladó ciklus, az adattípusok automatikus objektummá alakítása (autoboxing), típusbiztos enum, metódus argumetruma lehet változó számú (varargs C-szerűen), static import, metaadatok kezelése forrásfájlban (annotation), System.out.printf C-ből áthozása. Továbbá számos API bővítés, hozzáadás, és JVM változás is volt.[21]
- 6 (2006) – belső számozás szerint 1.6.0, kódneve Mustang. Decemberben jelent meg a végleges változat kiterjesztett nyomkövetési és felügyeleti megoldásokkal, Java Scripting API: szkriptnyelvek támogatása (JVM-en belül ill. azon kívül), grafikusfelület-tervezést támogató kiegészítésekkel, Java Compiler API megjelenése, JDBC 4.0 – Apache Derby előrecsomagolva a JDK-ba, pluggable annotációk, Swing GUI elemek bővítése pl. rendezhető / szűrhető táblázatok, szinkronizáció és fordítás optimalizálása, Swing felület jelentős gyorsítása / optimalizálása, JAXWS,JAXB.[22]
- 7 (2011) – kódneve Dolphin. 2011. július 28-ától érhető el hivatalosan. Főbb újdonságai a teljesség igénye nélkül: JVM támogatás a dinamikus nyelvekhez, nyelvi bővítések: Diamond operátor, String-ek engedélyezése switch utasításban,több kivétel kezelése egyszerre, automatikus erőforrás kezelés,egész számokban '_' használata a könnyebb tagolásért, új NIO2 könyvtár, GPU-t kihasználni képes XRender API a Java 2D-hez, Fork és Join keretrendszer a könnyebb párhuzamosság használatához.[23]
- 8 (LTS)(2014 április): Lambda kalkulus beépítése nyelvi szinten a Lambda projekt keretében, valamint a 7-be még nem beépített Coin projekt részek. Nashorn projekt egy Javascript motor beépítése, Date and Time API (Jodatime szerű megoldás), permanent generation eltávolítása.

Gyors verziókiadás (félévente):
- 9 (2017 szeptember): JDK modularizáció, amit a Jigsaw projekt keretében dolgoztak ki, Money and Currency API, nagyobb integráció a Java FX-szel, automatikus párhuzamosítás az OpenCL-lel.
- 10: Erről egyelőre viszonylag kevés tudható, várható pl. a primitív típusok teljes eltávolítása, és a 64 biten címezhető tömbök bevezetése, a nagy adathalmazok támogatásához.
- 11 (LTS): A var típus bevezetése
- 12: Új switch utasítás, Shenandoah GC bevezetése nagyon rövid GC felfüggesztési időkkel (10-500 ms),Microbenchmark suite hozzáadása,JVM constants API hozzáadása, AArch64 esetén 1 port használat a korábbi kettő helyett, G1 kiugrás kevert gyűjtések esetén, nem használt memória azonnali visszaadása G1 esetén
- 13 (2019 szeptember 17): dinamikus Class Data Sharing (CDS) archív listával,ZGC azonnal nem használt memória visszaadása, legacy Socket API újraírása, új switch utasítás bővítése yield-del, új szöveg blokkok bevezetése, ahol nem kell escape-elni, as-is használat
- 17 (LTS)

A 17-es verziótól az Oracle gyorsítja az LTS-esek piacra kerülését. Az eredeti tervek szerinti 3 éves ciklus 2 évesre módosul. A következő LTS a 21-es lesz, ami 2023-ban fog érkezni.

## Kapcsolódószabad szoftverek
- GCJ – Nyílt forrású Java fordítóprogram, amely a GNU Compiler Collection része, képes Java bájtkódot vagy natív gépi kódot generálni számos géptípusra
- A Jakarta projekt szabad Java szoftvert készít, főleg webes programok írásához szükséges eszközöket
- Eclipse – ingyenes integrált fejlesztői környezet
- NetBeans – ingyenes integrált fejlesztői környezet
- IntelliJ IDEA – integrált fejlesztői környezet kereskedelmi és ingyenes változattal
- JUnit – egységteszt segédeszköz